# نبيلة الملا
نبيلة الملا هي دبلوماسية كويتية، وأول خليجية تشغل منصب سفيرة لبلادها، وأول كويتية تعمل كسفيرة للكويت في الأمم المتحدة. ولدت في مدينة الكويت، وحصلت درجة البكالوريوس في الدراسات السياسية في عام 1968، وتحمل درجة الماجستير في العلاقات الدولية. بدأت العمل في وزارة الخارجية الكويتية في عام 1968. وتقلدت منصب سفيرة دولة الكويت في أكثر من 12 دولة حول العالم.

## المسيرة المهنية
استهلت الملا عملها في وزارة الخارجية الكويتية في عام 1968. وفي عام 1993 عينت سفيرة لدولة الكويت في زمبابوي، ثم سفير فوق العادة مفوض في جنوب أفريقيا، وسفير غير مقيم لدى كل من موريشوس، ناميبيا، زمبابوي، موريتانيا وبوتسوانا في الفترة من 1996 وحتى 1999. كما عينت سفيرة غير مقيمة في المجر وسولوفاكيا وسولوفينيا منذ 1999 حتى 2003. عملت الملا سفيرة دائمة للكويت في الأمم المتحدة حتى عام 2006، ثم شغلت منصب سفيرة الكويت في بلجيكا والاتحاد الأوروبي. في عام 2007 عُينت سفيرة غير مقيمة للكويت في جزر البهاماس. واختيرت في عام 2011 عميدة للسلك الدبلوماسي العربي.

## المشاركات
مثلت الملا دولة الكويت في عدد من اللجان والمؤتمرات الدولية، فمنذ 1973 وحتى 1993 شاركت في الدورات العادية والخاصة للأمم المتحدة. وخلال الأعوام 1977-1994 كانت ضمن وفد الكويت الدائم في نيويورك لدى الأمم المتحدة، وتولت منصب نائب الندوب الدائم في 1991 و1992. في 1993 شاركت في المحادثات متعددة الجوانب حول مراقبة الأسلحة والأمن الإقليمي في الشرق الأوسط. وكانت ضمن المفاوضات المتعلقة بأسرى الحرب والمعتقلين الكويتيين.